# 김선옥 (봅슬레이 선수)
김선옥(1980년 9월 4일 ~ )은 대한민국의 여자 봅슬레이 선수이다. 포지션은 파일럿이다. 2014년 동계 올림픽에 한국 여자 봅슬레이 사상 첫 출전하였다.

## 출신 학교
- 한국체육대학교